# 忍野村
忍野村（おしのむら）は、山梨県南都留郡に位置する村。郡内地方。

## 概要
富士山と御坂山地に囲まれた海抜936メートルの盆地を中心に村域が広がり、東部の内野地区と西部の忍草地区の2つの集落から成る。
隣接する山中湖村域にある「山中のハリモミ純林」は国の天然記念物に指定されている。

## 地理

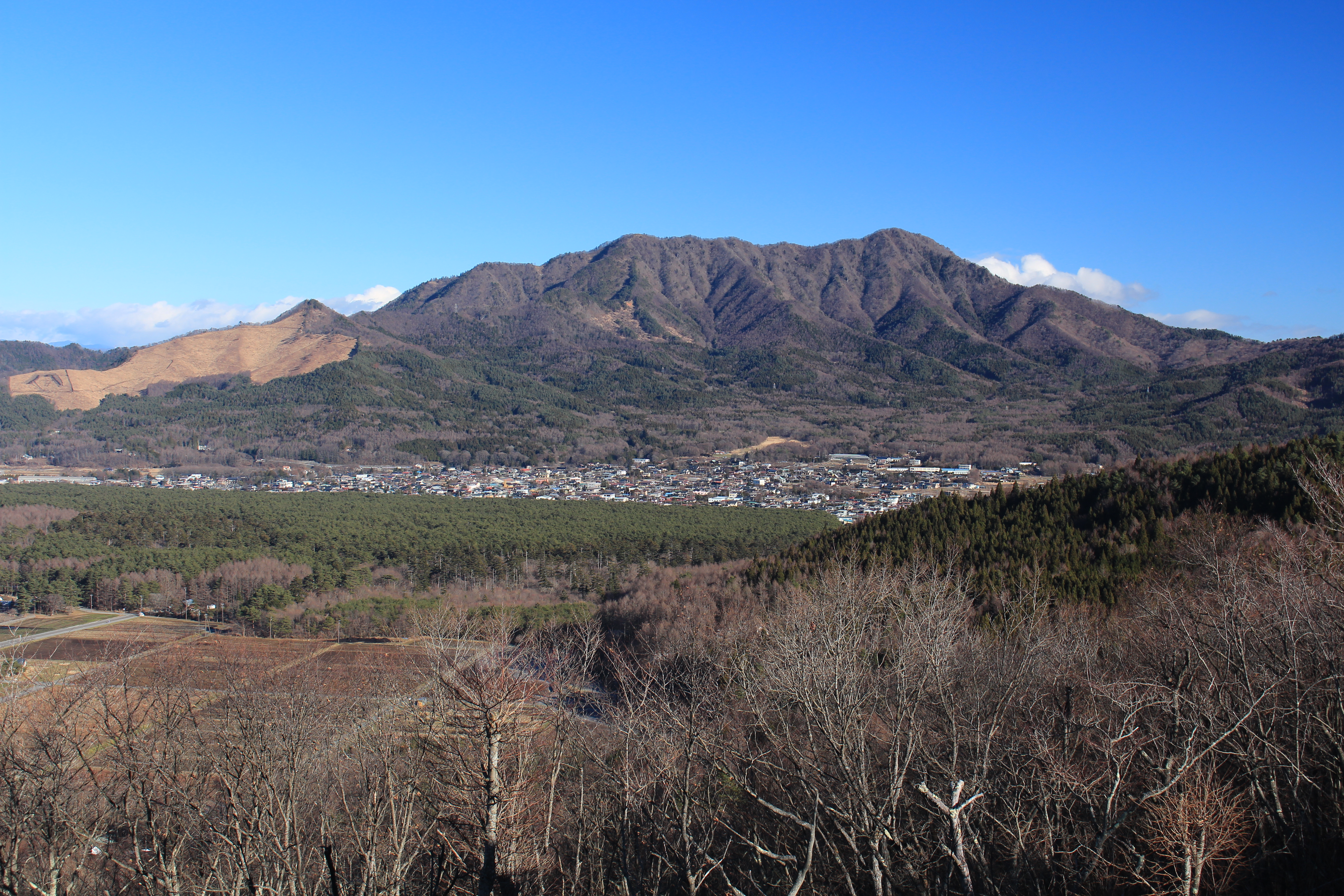
杓子山

忍野村は山梨県南東部および南都留郡北部の富士山麓に位置し、名水として知られる忍野八海（湧水、天然記念物・名水百選）を有する。忍野村から見る富士山は「忍野富士」 と呼ばれる。

### 地形

#### 山地
主な山
- 石割山
- 杓子山

### 地域

#### 地区
- 忍草（しぼくさ） - 旧忍草村
- 内野（うちの） - 旧内野村

### 人口
| |                                        |  |
| 忍野村と全国の年齢別人口分布（2005年） | 忍野村の年齢・男女別人口分布（2005年） |  |
| ■紫色 ― 忍野村 ■緑色 ― 日本全国 | ■青色 ― 男性 ■赤色 ― 女性              |  |
| 忍野村（に相当する地域）の人口の推移 \| 1970年（昭和45年） \| 5,689人 \| \| \| 1975年（昭和50年） \| 5,925人 \| \| \| 1980年（昭和55年） \| 6,077人 \| \| \| 1985年（昭和60年） \| 6,942人 \| \| \| 1990年（平成2年） \| 7,968人 \| \| \| 1995年（平成7年） \| 8,370人 \| \| \| 2000年（平成12年） \| 8,367人 \| \| \| 2005年（平成17年） \| 8,490人 \| \| \| 2010年（平成22年） \| 8,635人 \| \| \| 2015年（平成27年） \| 8,968人 \| \| \| 2020年（令和2年） \| 9,237人 \| \| |                                        |  |
| 総務省統計局 国勢調査より |                                        |  |
| 1970年（昭和45年） | 5,689人                                |  |
| 1975年（昭和50年） | 5,925人                                |  |
| 1980年（昭和55年） | 6,077人                                |  |
| 1985年（昭和60年） | 6,942人                                |  |
| 1990年（平成2年） | 7,968人                                |  |
| 1995年（平成7年） | 8,370人                                |  |
| 2000年（平成12年） | 8,367人                                |  |
| 2005年（平成17年） | 8,490人                                |  |
| 2010年（平成22年） | 8,635人                                |  |
| 2015年（平成27年） | 8,968人                                |  |
| 2020年（令和2年） | 9,237人                                |  |

### 隣接自治体
山梨県
- 富士吉田市
- 都留市
- 南都留郡：山中湖村

## 歴史

### 近世
忍草の忍草浅間神社の本殿は村の重要文化財に指定されている。
また、同社に伝来する木造浅間神・随身像は鎌倉時代の正和4年（1315年）に丹波国の仏師・岩見坊静存が制作し、別当の東園寺が勧請したもので、富士信仰に関する像として知られる。
『甲斐国志』によれば、江戸時代に同像は木花咲耶姫・鷹飼・犬飼像と伝えられたという。
高冷地であることから古くから農業だけでは自給が難しい地域であったため、木挽きや木かやとりといった山仕事の副業が営まれていた。
副業は、江戸時代末期から1897年（明治30年）には「駄賃つけ」と呼ばれる馬による荷物運送業に移行し、その後は養蚕が発達した。

### 近代
- 1875年（明治8年）2月15日 - 忍草村及び内野村が合併して、忍野村が発足する。当初の村名案は「豊葦村」であったが、合成地名に変更された。
- 1889年（明治22年）7月1日 - 町村制の施行により、忍野村の区域をもって、忍野村が発足する。忍野村及び中野村で組織する組合村を発足する。

### 現代
戦後、淡水魚養殖や観光業が発展し、忍野八海や二十曲峠に示される豊かな自然資源を活かすことによって多くの観光客が来訪している。
富士山の裾野に広がる原野である梨ヶ原は戦後に米軍管理となった。
これは1959年（昭和34年）以降、自衛隊の北富士演習場として利用されており、入会権をめぐる問題がある（北富士演習場問題）。
工作機械用NC装置や産業用ロボットの世界的なメーカーとして知られるファナックが1972年（昭和47年）に誘致され、本社および主力工場群が所在し、それらの外壁は一部が黄色に塗装されている。

## 政治

### 行政

#### 村長
- 村長: 大森彦一

### 議会

#### 村議会
- 村議会：議員定数12人[4]

## 国家機関

### 防衛省
自衛隊
- 陸上自衛隊 北富士駐屯地
  - 北富士演習場

## 施設

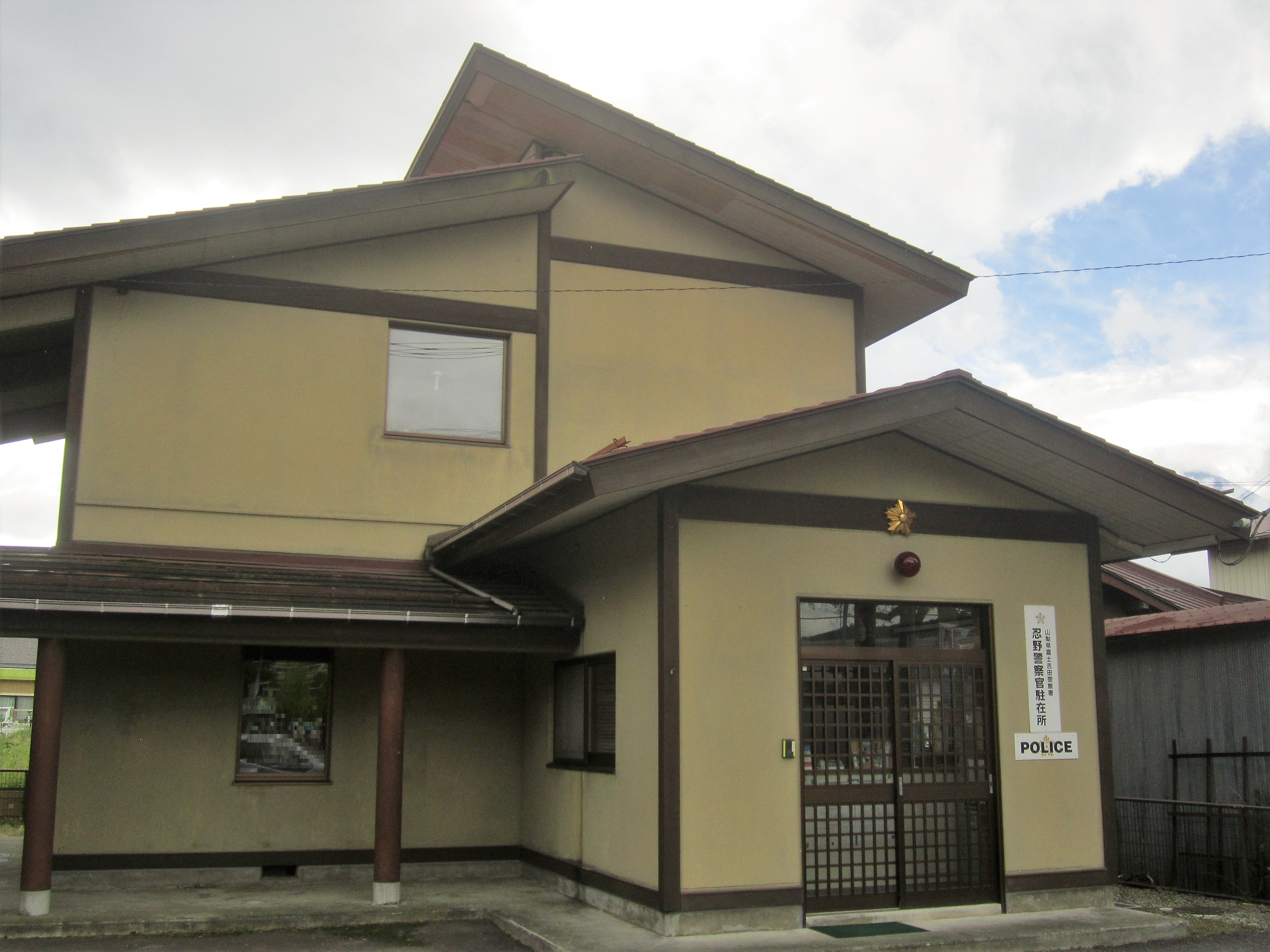
忍野駐在所

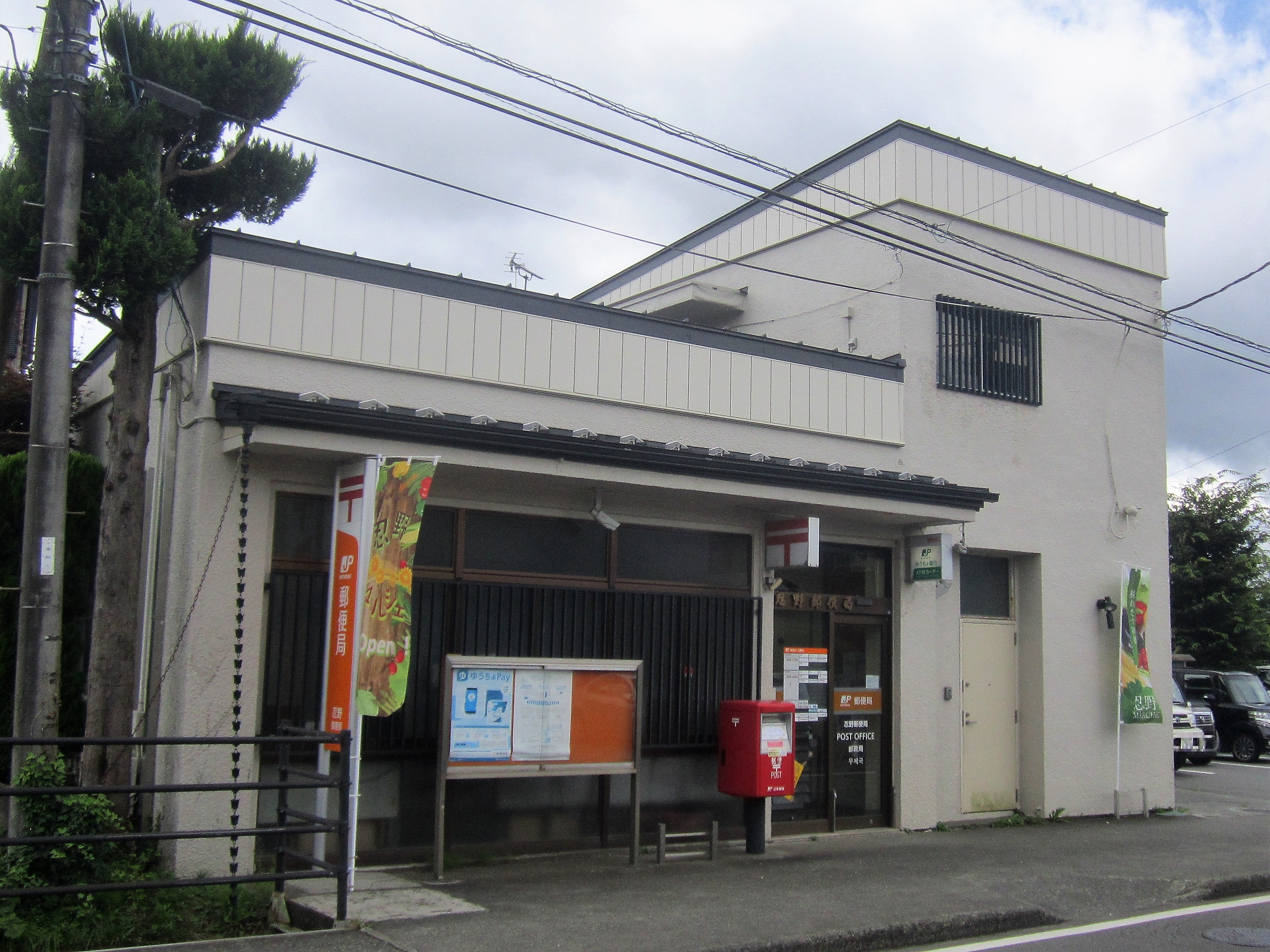
忍野郵便局

### 警察
本部
- 山梨県警察 富士吉田警察署(富士吉田市に位置)

駐在所
- 忍野駐在所

### 消防
本部
- 富士五湖広域行政事務組合

### 郵便局
主な郵便局
- 忍野郵便局

## 経済

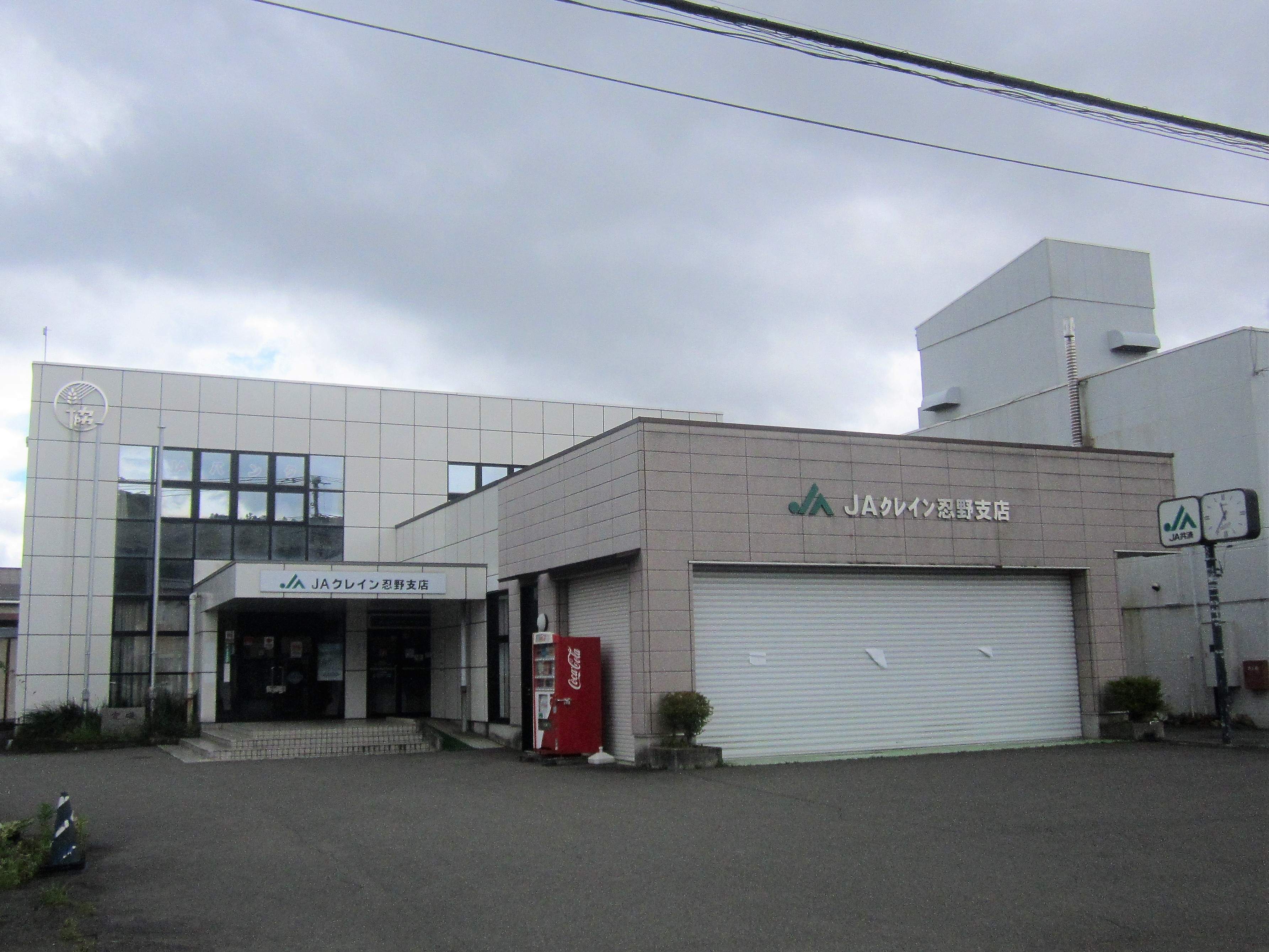
JAクレイン忍野支店

### 第一次産業

#### 農業
農業協同組合
- クレイン農業協同組合（JAクレイン）
  - 忍野支店（忍野村忍草1503）

### 第二次産業

#### 工業
主な工場
- ファナック

## 教育
全て村立である。
2021年5月現在、高等学校等の上級一条校は無いが、公営の図書館や体育館給食センター等の教育関連施設はある。

### 中学校
村立
- 忍野村立忍野中学校

### 小学校
村立
- 忍野村立忍野小学校

### 幼稚園
村立
- 認定こども園忍野幼稚園

### 保育園
村立
- 内野保育所
- 忍草保育所

## 交通

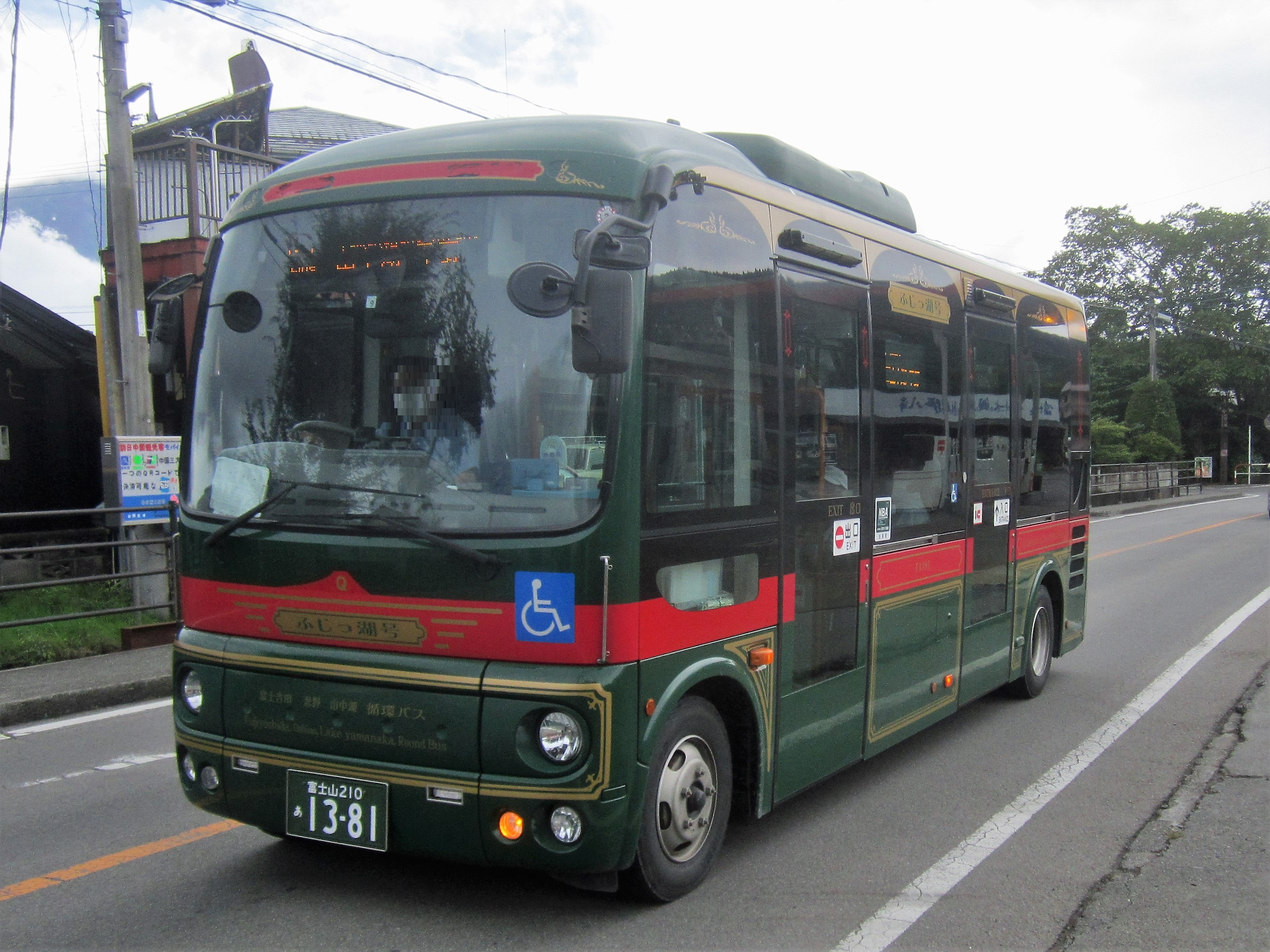
富士急バス

### 鉄道

#### 鉄道路線
村内に鉄道路線はない。最寄り駅は富士山麓電気鉄道富士急行線の富士山駅。

### バス

#### 路線バス
- 富士急バス

#### 高速バス
バスタ新宿（新宿駅南口）に発着する中央高速バス富士五湖線（富士急バス・フジエクスプレス・京王バス東が運行）のうち、一部の便が忍野村役場前などを経由する。また、東京駅に発着する東京 - 河口湖線（富士急山梨バス・富士急行観光が運行）のうち、山中湖まで運行する便がファナック前などを経由する。
このほか、前述の富士五湖線で村内を経由しない便は、山中湖村内にある忍野入口バス停に停車する。

### 道路
高速道路
村内に高速道路や自動車専用道路は通っていない。ただし、村域に近接して東富士五湖道路の富士吉田忍野スマートIC（富士吉田市）・山中湖IC（山中湖村）がある。
国道
村内に国道は通過してはいないが村西部の山中湖村との境界付近で国道138号に面してはいる。
県道
村内に主要地方道は通っていない。一般県道は次の2路線が通過する。
- 山梨県道715号富士吉田山中湖自転車道線
- 山梨県道717号山中湖忍野富士吉田線

## 観光

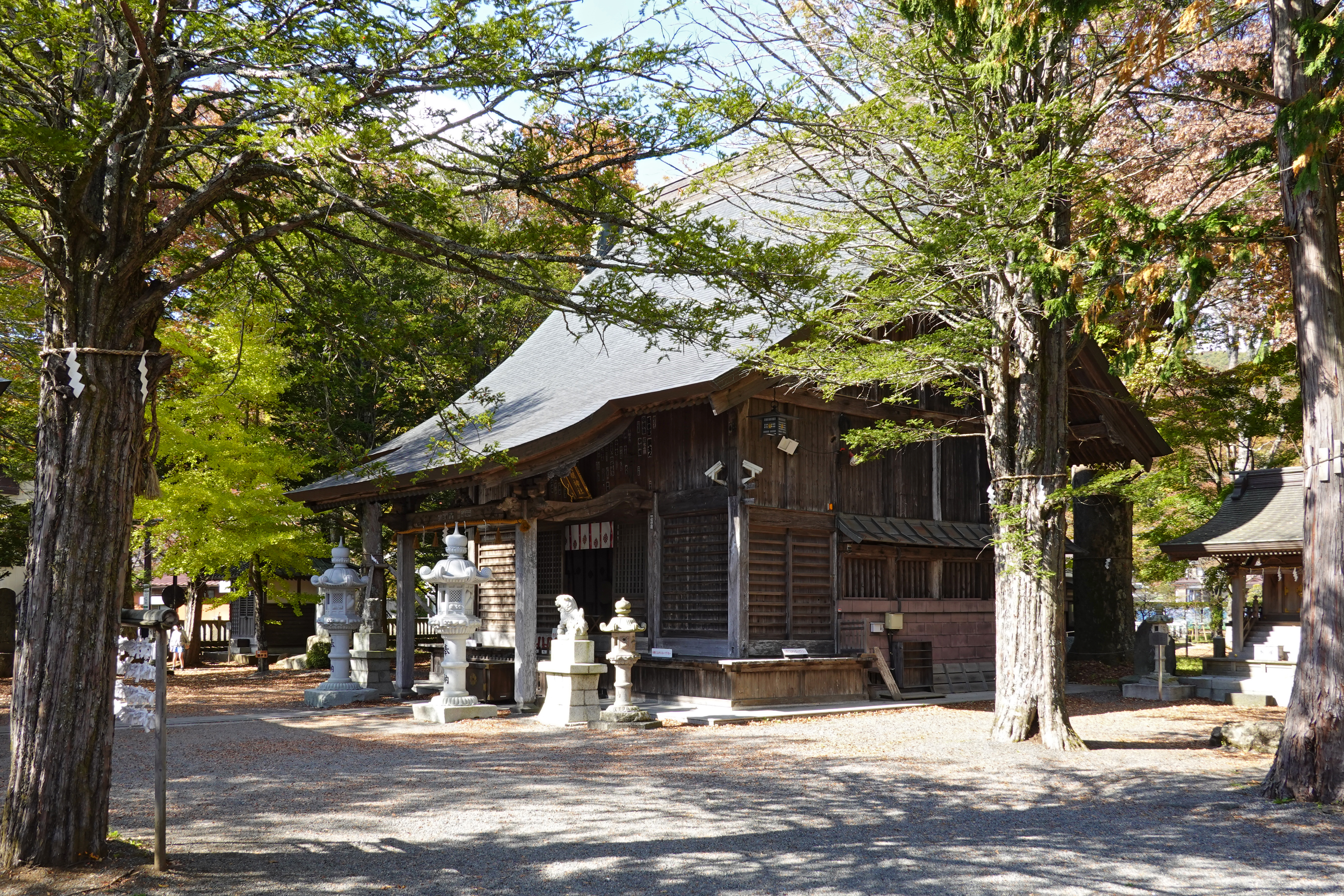
忍草浅間神社

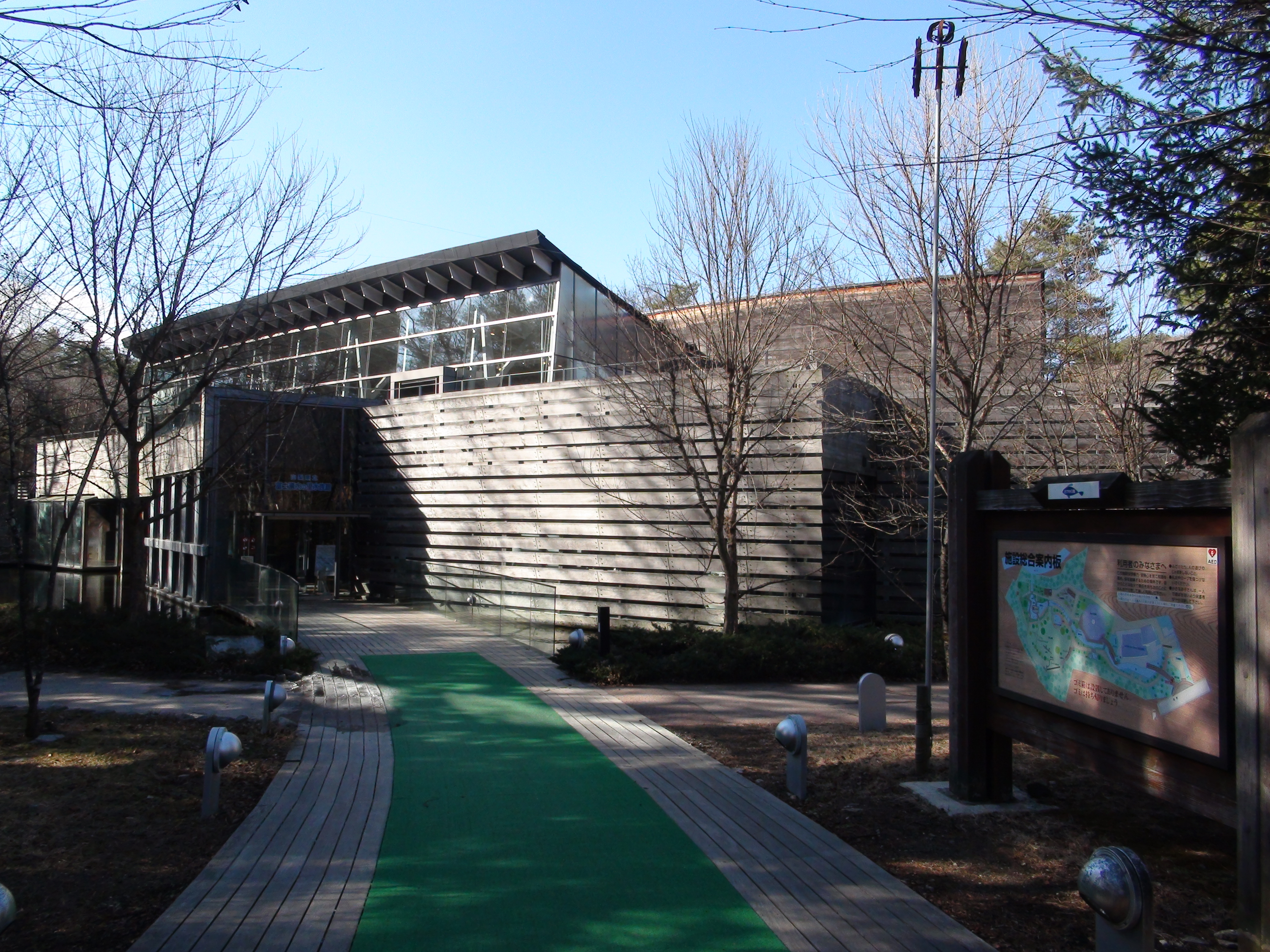
富士湧水の里水族館

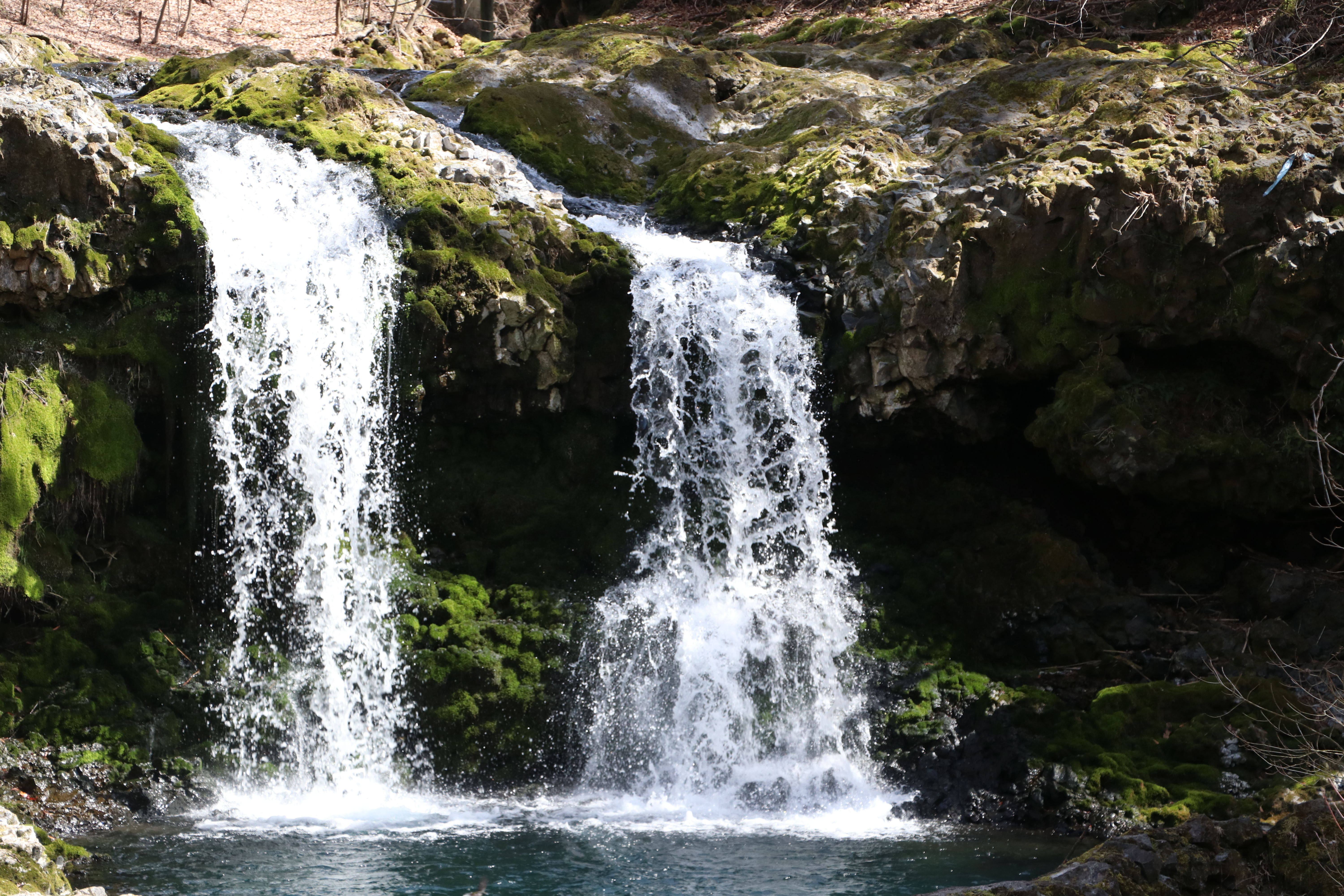
鐘山の滝

### 名所・旧跡
主な神社
- 忍草浅間神社
- 内野浅間神社
- 石割神社

### 観光スポット
自然
- 忍野八海
- 鐘山の滝

テーマパーク
- 忍野 しのびの里
- さかな公園
  - 山梨県立富士湧水の里水族館など

## 出身関連著名人

### 出身著名人
- 渡邉一久 - 元プロボクサー、K-1ファイター